# Mohanad Ali
Mohanad Ali Kadhim Al-Shammari, meglio noto come Mohanad Ali (in arabo مهند علي‎?; Baghdad, 20 giugno 2000), è un calciatore iracheno, attaccante dell'Al-Shorta e della nazionale irachena.

## Caratteristiche tecniche
prima punta dotata di una buona velocità e buona tecnica individuale, abile a calciare con entrambi i piedi e si dimostra pericoloso in area di rigore disponendo anche di un buon colpo di testa

## Carriera

### Nazionale
Il 17 dicembre 2017 ha esordito con la nazionale irachena disputando l'amichevole persa 1-0 contro gli Emirati Arabi Uniti a soli 17 anni.

## Statistiche

### Presenze e reti nei club
Statistiche aggiornate al 26 ottobre 2023.
| Stagione          | Squadra           | Campionato        | Campionato | Campionato | Coppe nazionali | Coppe nazionali | Coppe nazionali | Coppe continentali | Coppe continentali | Coppe continentali | Altre coppe | Altre coppe | Altre coppe | Totale | Totale |
| Stagione          | Squadra           | Comp              | Pres       | Reti       | Comp            | Pres            | Reti            | Comp               | Pres               | Reti               | Comp        | Pres        | Reti        | Pres   | Reti   |
| ----------------- | ----------------- | ----------------- | ---------- | ---------- | --------------- | --------------- | --------------- | ------------------ | ------------------ | ------------------ | ----------- | ----------- | ----------- | ------ | ------ |
| 2019-gen.2020     | Al-Duhail         | QSL               | 9          | 1          | CQ              | 0               | 0               | AFC                | -                  | -                  | QSC         | -           | -           | 9      | 1      |
| gen.-giu.2020     | Portimonense      | PL                | 5          | 0          | TP              | -               | -               | -                  | -                  | -                  | -           | -           | -           | 5      | 0      |
| 2020-2021         | Al-Sailiya        | QSL               | 19         | 7          | CQ              | 2               | 3               | -                  | -                  | -                  | QSC         | 3           | 2           | 24     | 12     |
| 2021-2022         | Arīs Salonicco    | SL                | 3          | 0          | KE              | 0               | 0               | -                  | -                  | -                  | -           | -           | -           | 3      | 0      |
| 2022-2023         | Al-Sailiya        | QSL               | 2          | 1          | CQ              | 0               | 0               | -                  | -                  | -                  | QSC         | 0           | 0           | 2      | 1      |
| Totale Al-Sailiya | Totale Al-Sailiya | Totale Al-Sailiya | 21         | 8          |                 | 2               | 3               |                    | -                  | -                  |             | 3           | 2           | 26     | 13     |
| 2023-2024         | Al-Shorta         | PL                | 0          | 0          | CQ              | 0               | 0               | -                  | -                  | -                  | -           | -           | -           | 0      | 0      |
| Totale carriera   | Totale carriera   | Totale carriera   | 38         | 9          |                 | 2               | 3               |                    | -                  | -                  |             | 3           | 2           | 43     | 14     |

### Cronologia presenze e reti in nazionale
| Cronologia completa delle presenze e delle reti in nazionale ― Iraq | Cronologia completa delle presenze e delle reti in nazionale ― Iraq | Cronologia completa delle presenze e delle reti in nazionale ― Iraq | Cronologia completa delle presenze e delle reti in nazionale ― Iraq | Cronologia completa delle presenze e delle reti in nazionale ― Iraq | Cronologia completa delle presenze e delle reti in nazionale ― Iraq | Cronologia completa delle presenze e delle reti in nazionale ― Iraq | Cronologia completa delle presenze e delle reti in nazionale ― Iraq |
| Data                                                                | Città                                                               | In casa                                                             | Risultato                                                           | Ospiti                                                              | Competizione                                                        | Reti                                                                | Note                                                                |
| ------------------------------------------------------------------- | ------------------------------------------------------------------- | ------------------------------------------------------------------- | ------------------------------------------------------------------- | ------------------------------------------------------------------- | ------------------------------------------------------------------- | ------------------------------------------------------------------- | ------------------------------------------------------------------- |
| 23-12-2017                                                          | Al Kuwait                                                           | Bahrein                                                             | 4 – 1                                                               | Iraq                                                                | Gulf Cup 2017 - 1º turno                                            | -                                                                   | 80’                                                                 |
| 28-2-2018                                                           | Bassora                                                             | Iraq                                                                | 4 – 1                                                               | Arabia Saudita                                                      | Amichevole                                                          | 2                                                                   | 79’                                                                 |
| 21-3-2018                                                           | Bassora                                                             | Iraq                                                                | 2 – 3                                                               | Qatar                                                               | Amichevole                                                          | -                                                                   |                                                                     |
| 26-3-2018                                                           | Bassora                                                             | Iraq                                                                | 1 – 1                                                               | Siria                                                               | Amichevole                                                          | 1                                                                   |                                                                     |
| 10-9-2018                                                           | al-Farwaniyya                                                       | Kuwait                                                              | 2 – 2                                                               | Iraq                                                                | Amichevole                                                          | 1                                                                   |                                                                     |
| 11-10-2018                                                          | Riad                                                                | Iraq                                                                | 0 – 4                                                               | Argentina                                                           | Amichevole                                                          | -                                                                   | 46’                                                                 |
| 15-10-2018                                                          | Riad                                                                | Arabia Saudita                                                      | 1 – 1                                                               | Iraq                                                                | Amichevole                                                          | 1                                                                   | 46’                                                                 |
| 20-11-2018                                                          | al-'Ayn                                                             | Iraq                                                                | 0 – 0                                                               | Bolivia                                                             | Amichevole                                                          | -                                                                   | 67’                                                                 |
| 24-12-2018                                                          | Doha                                                                | Cina                                                                | 1 – 2                                                               | Iraq                                                                | Amichevole                                                          | 1                                                                   |                                                                     |
| 8-1-2019                                                            | Abu Dhabi                                                           | Iraq                                                                | 3 – 2                                                               | Vietnam                                                             | Coppa d'Asia 2019 - 1º turno                                        | 1                                                                   |                                                                     |
| 12-1-2019                                                           | Sharjah                                                             | Yemen                                                               | 0 – 3                                                               | Iraq                                                                | Coppa d'Asia 2019 - 1º turno                                        | 1                                                                   | 71’                                                                 |
| 16-1-2019                                                           | Dubai                                                               | Iran                                                                | 0 – 0                                                               | Iraq                                                                | Coppa d'Asia 2019 - 1º turno                                        | -                                                                   | 71’                                                                 |
| 22-1-2019                                                           | Abu Dhabi                                                           | Qatar                                                               | 1 – 0                                                               | Iraq                                                                | Coppa d'Asia 2019 - Ottavi di finale                                | -                                                                   | 24’                                                                 |
| 26-3-2019                                                           | Bassora                                                             | Iraq                                                                | 3 – 2                                                               | Giordania                                                           | Amichevole                                                          | 1                                                                   |                                                                     |
| 7-6-2019                                                            | Radès                                                               | Tunisia                                                             | 2 – 0                                                               | Iraq                                                                | Amichevole                                                          | -                                                                   | 49’ 69’                                                             |
| 5-9-2019                                                            | Manama                                                              | Bahrein                                                             | 1 – 1                                                               | Iraq                                                                | Qual. Mondiali 2022                                                 | 1                                                                   | 86’                                                                 |
| 10-10-2019                                                          | Bassora                                                             | Iraq                                                                | 2 – 0                                                               | Hong Kong                                                           | Qual. Mondiali 2022                                                 | 1                                                                   | 88’                                                                 |
| 15-10-2019                                                          | Phnom Penh                                                          | Cambogia                                                            | 0 – 4                                                               | Iraq                                                                | Qual. Mondiali 2022                                                 | 1                                                                   |                                                                     |
| 14-11-2019                                                          | Amman                                                               | Iraq                                                                | 2 – 1                                                               | Iran                                                                | Qual. Mondiali 2022                                                 | 1                                                                   | 76’                                                                 |
| 19-11-2019                                                          | Amman                                                               | Iraq                                                                | 0 – 0                                                               | Bahrein                                                             | Qual. Mondiali 2022                                                 | -                                                                   |                                                                     |
| 26-11-2019                                                          | Doha                                                                | Qatar                                                               | 1 – 2                                                               | Iraq                                                                | Gulf Cup 2019 - 1º turno                                            | -                                                                   |                                                                     |
| 29-11-2019                                                          | Bassora                                                             | Emirati Arabi Uniti                                                 | 0 – 2                                                               | Iraq                                                                | Gulf Cup 2019 - 1º turno                                            | -                                                                   | 61’                                                                 |
| 2-12-2019                                                           | Bassora                                                             | Yemen                                                               | 0 – 0                                                               | Iraq                                                                | Gulf Cup 2019 - 1º turno                                            | -                                                                   | 63’                                                                 |
| 5-12-2019                                                           | Doha                                                                | Iraq                                                                | 2 – 2 dts (3 – 5 dtr)                                               | Bahrein                                                             | Gulf Cup 2019 - Semifinale                                          | 1                                                                   | 7’                                                                  |
| 12-11-2020                                                          | Amman                                                               | Giordania                                                           | 0 – 0                                                               | Iraq                                                                | Amichevole                                                          | -                                                                   | 63’                                                                 |
| 17-11-2020                                                          | Tashkent                                                            | Uzbekistan                                                          | 1 – 2                                                               | Iraq                                                                | Amichevole                                                          | 1                                                                   | 84’                                                                 |
| 24-5-2021                                                           | Riyad                                                               | Iraq                                                                | 0 – 0                                                               | Tagikistan                                                          | Amichevole                                                          | -                                                                   |                                                                     |
| 29-5-2021                                                           | Bassora                                                             | Iraq                                                                | 6 – 2                                                               | Nepal                                                               | Amichevole                                                          | 1                                                                   |                                                                     |
| 7-6-2021                                                            | Arad                                                                | Iraq                                                                | 4 – 1                                                               | Cambogia                                                            | Qual. Mondiali 2022                                                 | 1                                                                   | 75’                                                                 |
| 11-6-2021                                                           | Arad                                                                | Hong Kong                                                           | 0 – 1                                                               | Iraq                                                                | Qual. Mondiali 2022                                                 | -                                                                   |                                                                     |
| 15-6-2021                                                           | Arad                                                                | Iran                                                                | 1 – 0                                                               | Iraq                                                                | Qual. Mondiali 2022                                                 | -                                                                   | 59’                                                                 |
| 2-9-2021                                                            | Seul                                                                | Corea del Sud                                                       | 0 – 0                                                               | Iraq                                                                | Qual. Mondiali 2022                                                 | -                                                                   | 84’                                                                 |
| 12-10-2021                                                          | Dubai                                                               | Emirati Arabi Uniti                                                 | 2 – 2                                                               | Iraq                                                                | Qual. Mondiali 2022                                                 | -                                                                   |                                                                     |
| 11-11-2021                                                          | Doha                                                                | Iraq                                                                | 1 – 1                                                               | Siria                                                               | Qual. Mondiali 2022                                                 | -                                                                   | 72’                                                                 |
| 13-10-2023                                                          | Amman                                                               | Iraq                                                                | 0 – 0                                                               | Qatar                                                               | Amichevole                                                          | -                                                                   | 65’                                                                 |
| 21-10-2023                                                          | Hanoi                                                               | Vietnam                                                             | 0 – 1                                                               | Iraq                                                                | Amichevole                                                          | 1                                                                   | 90+7’                                                               |
| 15-1-2024                                                           | Al Rayyan                                                           | Indonesia                                                           | 1 – 3                                                               | Iraq                                                                | Coppa d'Asia 2023 - 1º turno                                        | 1                                                                   | 60’                                                                 |
| 19-1-2024                                                           | Al Rayyan                                                           | Iraq                                                                | 2 – 1                                                               | Giappone                                                            | Coppa d'Asia 2023 - 1º turno                                        | -                                                                   | 46’                                                                 |
| 21-3-2024                                                           | Bassora                                                             | Iraq                                                                | 1 – 0                                                               | Filippine                                                           | Qual. Mondiali 2026                                                 | 1                                                                   | 90’                                                                 |
| 26-3-2024                                                           | Manila                                                              | Filippine                                                           | 0 – 5                                                               | Iraq                                                                | Qual. Mondiali 2026                                                 | -                                                                   | 71’                                                                 |
| 6-6-2024                                                            | Manila                                                              | Indonesia                                                           | 0 – 2                                                               | Iraq                                                                | Qual. Mondiali 2026                                                 | -                                                                   | 77’                                                                 |
| 11-6-2024                                                           | Bassora                                                             | Iraq                                                                | 3 – 1                                                               | Vietnam                                                             | Qual. Mondiali 2026                                                 | -                                                                   | 72’                                                                 |
| Totale                                                              |                                                                     | Presenze                                                            | 42                                                                  |                                                                     | Reti                                                                | 20                                                                  |                                                                     |